# اچ‌ام‌ای‌اس ساکسز (اچ۰۲)
اچ‌ام‌ای‌اس ساکسز (اچ۰۲) (به انگلیسی: HMAS Success (H02)) یک کشتی بود که طول آن ۲۷۶ فوت ۲٫۲۵ اینچ (۸۴٫۱۸۲۰ متر) بود. این کشتی در سال ۱۹۱۸ ساخته شد.